# Gregorio Ricci Curbastro
Gregorio Ricci Curbastro (Lugo, 12 gennaio 1853 – Bologna, 6 agosto 1925) è stato un matematico italiano.

## Biografia

### La giovinezza
Nacque nella Bassa Romagna. La sua famiglia era tra le più antiche e nobili di Lugo, ed era per tradizione profondamente cattolica. Quando papa Pio IX effettuò il suo viaggio in Romagna (1857), nell'unica notte in cui sostò a Lugo fu ospitato presso il palazzo di famiglia. L'intensa fede religiosa fu un elemento fortemente caratterizzante la vita dello stesso Gregorio.
Discendente di una famiglia d'ingegneri, compì privatamente gli studi liceali. Per tradizione familiare, i Ricci Curbastro frequentavano l'Università a Roma. Gregorio bruciò le tappe: a soli sedici anni ottenne l'iscrizione al corso filosofico-matematico della Sapienza (1869). L'anno seguente avvenne la Presa di Roma, con la conseguente estinzione dello Stato Pontificio, e Gregorio fu richiamato dal padre nella natia Lugo.
Successivamente frequentò i corsi all'Università di Bologna, ma dopo solo un anno, nel 1873, si iscrisse alla Scuola Normale Superiore di Pisa, dove ebbe come docente di meccanica razionale Ernesto Padova, con il quale avrebbe instaurato un rapporto di fraterna amicizia quando si trovarono a insegnare entrambi all'Università di Padova. Nel 1875 si laureò a Pisa in Scienze fisiche e matematiche, ottenendo la lode con una tesi sulle equazioni differenziali. Lungo i suoi spostamenti, fu allievo di matematici del calibro di Enrico Betti, Eugenio Beltrami, Ulisse Dini e Felix Klein. Ricci Curbastro non disdegnava trascorrere i mesi estivi nella casa di campagna a Sant'Agata sul Santerno, un'antica villa padronale del Settecento tuttora esistente, situata lungo la via San Vitale (ormai inglobata nel tessuto urbano).

### Gli studi sul calcolo differenziale assoluto
Nel 1877 Ricci Curbastro vinse una borsa di studio presso la Technische Hochschule di Monaco di Baviera, e successivamente lavorò come assistente straordinario di Ulisse Dini, suo professore. Nel 1880 diventò professore straordinario di matematica all'Università di Padova, dove si occupò in un primo tempo di geometria riemanniana e di forme differenziali quadratiche. Nel 1884 si sposò con la nobildonna Bianca Bianchi Azzarani. Dall'unione nacquero tre figli, due maschi e una femmina.
Creò un gruppo di ricerca in cui lavorò Tullio Levi-Civita, con il quale scrisse il fondamentale trattato sul "calcolo differenziale assoluto con coordinate", ovvero sul calcolo tensoriale su una varietà riemanniana, che diventò poi il linguaggio alla base della successiva teoria della relatività generale di Einstein. Il calcolo differenziale assoluto ebbe infatti un ruolo determinante nell'elaborazione della teoria, come risulta da una lettera scritta da Albert Einstein alla nipote di Ricci Curbastro. Lo stesso Einstein, già famoso, volle conoscerlo personalmente: l'incontro avvenne il 27 ottobre 1921 all'Università di Padova.
In questo contesto Ricci Curbastro individuò il cosiddetto "tensore di Ricci", che avrà un ruolo fondamentale in seno a quella teoria.
Partecipò attivamente alla vita politica, sia al suo paese natale che a Padova, e contribuì coi suoi progetti alla bonifica del ravennate e all'acquedotto di Lugo.

## Opere

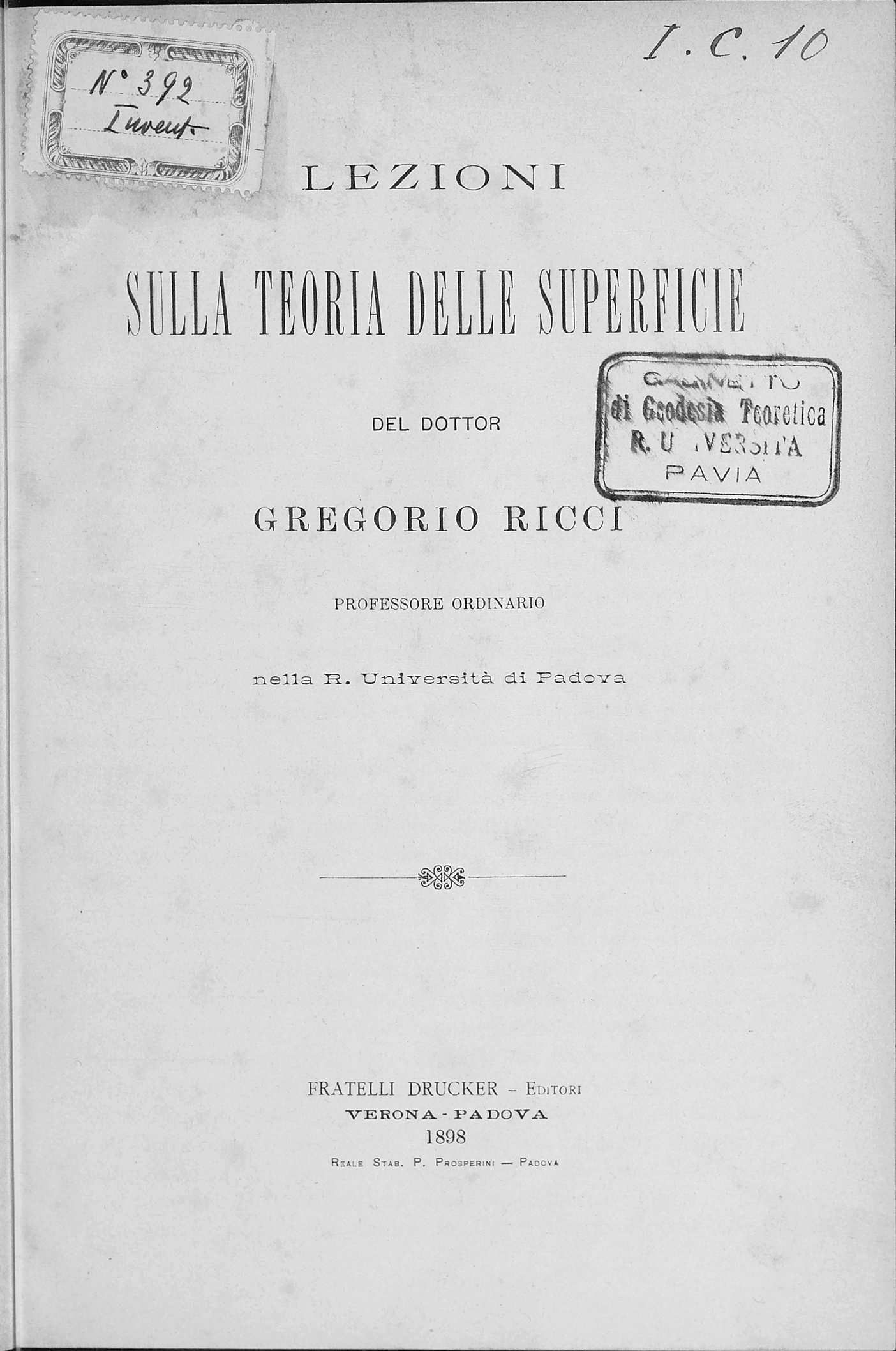
Lezioni sulla teoria delle superficie, 1898

- Opere, a cura dell'Unione matematica italiana (UMI)
- Gregorio Ricci-Curbastro, Lezioni sulla teoria delle superficie, Verona, Drucker, 1898.
- Sulla funzione potenziale di conduttori di correnti galvaniche costanti, «Atti del R. I.V.S.L.A.», s. V, t. VIII (a. a. 1881-82), pp. 1025–1048;
- Sulla integrazione della equazione (formula matematica), «Atti del R. I.V.S.L.A.», s. VI, t. III (a. a. 1884-85), pp. 1439–1444;
- Saggio di una teoria dei numeri reali secondo il concetto di Dedekind, «Atti del R. I.V.S.L.A.», s. VII, t. IV (a. a. 1892-93), pp. 233–281;
- Di alcune applicazioni del calcolo differenziale assoluto alla teoria delle forme differenziali quadratiche binarie e dei sistemi a due variabili, «Atti del R.I.V.S.L.A.», s. VII, t. IV (a. a. 1892-93), pp. 1336–1364;
- Sulla teoria delle linee geodetiche e dei sistemi isotermi di Liouville, «Atti del R. I.V.S.L.A.», s. VII, t. V (a. a. 1893-94), pp. 643–681;
- Sulla teoria intrinseca delle superficie ed in ispecie di quelle di 2º grado, «Atti del R. I.V.S.L.A.», s. VII, t. VI (a. a. 1894-95), pp. 445–488;
- Della equazione fondamentale di Weingarten nella teoria delle superficie applicabili, «Atti del R. I.V.S.L.A.», s. VII, t. VIII (a. a. 1896-97), pp. 1230–1238;
- Del teorema di Stokes in uno spazio qualunque a tre dimensioni ed in coordinate generali, «Atti del R. I.V.S.L.A.», s. VII, t. VIII (1896-97), pp. 1526–1539;
- Direzioni e invarianti principali in una varietà qualunque, «Atti del R. I.V.S.L.A.», s. VIII, t. VI, p. II (a. a. 1903-04), pp. 1233–1239;
- Del concetto di successione in relazione col teorema fondamentale del calcolo integrale, «Atti del R. I.V.S.L.A.», s. VIII, t. XII, p. II (a. a. 1909-10), pp. 1055–1060;
- Della integrazione dei sistemi di equazioni, «Atti del R. I.V.S.L.A.», s. IX, t. VI, p. II (a. a. 1921-22), pp. 179–183;
- Della integrazione dei sistemi di equazione a derivate ordinarie, «Atti del R. I.V.S.L.A.», s. IX, t. X, p. II (a. a. 1925-26), pp. 511–518.

## Riconoscimenti
Ricci Curbastro ricevette molti onori per i suoi contributi, sebbene si possa dire che l'importanza del suo lavoro non fu compresa pienamente dall'ambiente matematico italiano all'epoca in cui la produsse, ma soltanto più tardi, soprattutto grazie all'applicazione dei suoi metodi da parte di Einstein.
Venne onorato con l'inclusione in diverse Accademie tra cui:
- Istituto veneto di scienze, lettere ed arti (dal 1892), di cui fu poi presidente dal 1916 al 1919,
- Accademia Nazionale dei Lincei di cui fu membro dal 1899,
- Accademia di Padova dal 1905,
- Accademia delle Scienze di Torino dal 1918,
- Accademia galileiana di scienze, lettere ed arti, di cui fu presidente dal 1920 al 1922,
- Accademia Nazionale delle Scienze detta dei XL dal 1921,
- Accademia delle scienze dell'Istituto di Bologna dal 1922,
- Pontificia accademia delle scienze dal 1925.

## Omaggi
- Sulla sua casa natale è affissa una targa commemorativa (nella quale per errore è riportato come data di nascita il 21 gennaio 1853) che recita: «Diede alla scienza il calcolo differenziale assoluto, strumento indispensabile per la teoria della relatività generale, visione nuova dell'universo».[5]
- A Gregorio Ricci-Curbastro sono intitolati: 
  - un asteroide, il 13642 Ricci;
  - vie nelle città di Roma, Padova, Argenta, Lugo, Sant'Agata sul Santerno ed a Fornace Zarattini, frazione di Ravenna;
  - una scuola primaria a Padova ed un liceo a Lugo.